# 圣彼得罗-迪莫鲁比奥
圣彼得罗-迪莫鲁比奥（義大利語：San Pietro di Morubio）是意大利威尼托大区维罗纳省的一个市镇。总面积16.02平方公里，人口2967人，人口密度185.2人/平方公里（2009年）。国家统计（ISTAT）代码为023075。